# Дом литераторов (организация)
«Дом литераторов» — российская литературная организация времён революции.

## Структура и деятельность
Существовал в Петрограде с 1 декабря 1918 по ноябрь 1922 как организация взаимопомощи литераторов (Некрасова ул., 11). Возглавлял «Дом литераторов» Комитет, в состав которого входили: Н. А. Котляревский (председатель), А. А. Ахматова, А. А. Блок, Ф. Ф. Зелинский, А. Кауфман, А. М. Ремизов, Ф. К. Сологуб, В. Ф. Ходасевич, Б. М. Эйхенбаум и др.
В первые годы Дом литераторов занимался преимущественно вопросами материального обеспечения литераторов. С 1920 стал уделять основное внимание культурной деятельности: организации лекций, концертов, выступлений писателей, литературно-издательской работе. «Домом литераторов» изданы сборники «Пушкин — Достоевский» (1921), «Петербургский сборник» (1922), журналы «Летопись Дома литераторов» (1921—1922) и «Литературные записки» (1922).